# Tour of California femminile
Il Tour of California Women's Race (it. Giro della California femminile) è una corsa a tappe femminile di ciclismo su strada che si svolge annualmente in California, negli Stati Uniti d'America. Si svolge dal 2015 affiancando l'omonima prova maschile e dal 2016 fa parte del calendario dell'UCI Women's World Tour come prova di classe 2.WWT.
Organizzato da AEG Worldwide, nel 2015 si è tenuto in due prove separate: una corsa a tappe di due giorni e una gara a cronometro (ITT). Nel 2016 al 2017 si è svolto nell'arco di quattro tappe, mentre nel 2018 e 2019, le frazioni sono state tre.

## Albo d'oro

### Tour of California
Aggiornato all'edizione 2019.
| Anno | Vincitrice           | Seconda           | Terza                  |
| ---- | -------------------- | ----------------- | ---------------------- |
| 2015 | Trixi Worrack        | Leah Kirchmann    | Lauren Komanski        |
| 2016 | Megan Guarnier       | Kristin Armstrong | Evelyn Stevens         |
| 2017 | Anna van der Breggen | Katie Hall        | Arlenis Sierra         |
| 2018 | Katie Hall           | Tayler Wiles      | Katarzyna Niewiadoma   |
| 2019 | Anna van der Breggen | Katie Hall        | Ashleigh Moolman-Pasio |

### Tour of California ITT
Aggiornato all'edizione 2015.
| Anno | Vincitrice     | Seconda         | Terza             |
| ---- | -------------- | --------------- | ----------------- |
| 2015 | Evelyn Stevens | Lauren Stephens | Kristin Armstrong |

## Statistiche

### Vittorie per nazione
Aggiornato all'edizione 2019.
| Pos. | Paese       | Vittorie |
| ---- | ----------- | -------- |
| 1    | Paesi Bassi | 2        |
| 1    | Stati Uniti | 2        |
| 2    | Germania    | 1        |